# Куш
Куш (Горња Нубија) је древна цивилизација која се развила јужно од старог Египта у Нубији, области јужно до 2. катаракте Нила, на територији данашњег Судана. Иако је била под великим утицајем Египта имала је различиту културу и често се посматра као прва цивилизација у подсахарској Африци. Јужно од 1. катаракте налазила се Доња Нубија или Вават.
Регија Нубија била је рана цивилизација, која је произвела неколико сложених друштава која су се бавила трговином и индустријом. Град-држава Керма појавио се као доминантна политичка сила између 2450. и 1450. године пре нове ере, контролишући долину Нила између прве и четврте катаракте, подручје величине сличне Египту. Египћани су први идентификовали Керму као „Куш“, а током наредних неколико векова две цивилизације су водиле повремене ратове, што је било испреплетано периодима трговинског просперитета и културне размене.

## Пирамиде
У Нубији је саграђено око 220 пирамида, које су служиле као гробнице краљева и краљица Напате и Мерое. Прве, гробнице краља Кашта и његовог сина Пије (Пјанки) и њихових наследника Шабака, Шабатака и Танветамани, као и 14 пирамида — гробница краљица, изграђене су у месту ел-Куру. Касније пирамиде налазиле су се у Нури, на западној обали Нила у Горњој Нубији. У овој некрополи откривене су гробнице 21 краља и 52 краљице. Најстарија и највећа пирамида у Нури је гробница напатанског краља и фараона Двадесетпете династије Тахарке. Најпространије место нубијских пирамида је Мерое, које се налази између петог и шестог катаракта Нила, око 100 km северно од Картума. За време мероеског периода овде је сахрањено преко четдесет владара.

## Почеци
Прва развијена друштва у Нубији су настала пре Друге египатске династије (3100-2890. п. н. е.). Око 2500. п. н. е., Египћани су се почели ширити на југ, и из тог периода потиче већина данашњих података о Кушу. Овај продор је зауставио пад Средњег краљевства, те се у то доба развило независно краљевство у Нубији. Око 1500. п. н. е. египатски продори су поновно почели, али их је овог пута дочекао организовани отпор. Историчари се споре да ли је отпор дошао од стране више независних градова-држава или од стране јединственог царства, исто као и да ли су Нубијци идеју државе створили сами или копирали од Египћана. На крају су Египћани победили, а област Нубије је постала египатска колонија под надзором Тутмоса I, чија је војска изградила низ снажних тврђава. Област Нубије је отада снабдевала Египат разним ресурсима.
У 11. веку п. н. е. унутрашњи сукоби у Египту су довели до колапса колонијалне власти те се створило независно краљевство са средиштем у Напати у Нубији. Тим су краљевством владали локални владари који су свргнули колонијални режим. У то је време Куш био пример културне дифузије с Египтом. Кушити и Египћани су делили многа веровања и богове.

## Напата
Краљевство са седиштем у Напати је ујединио Росе у периоду око 780-755. п. н. е; након њега је Алара коначно основао Кушитско краљевство и као таквог су га признали његови наследници. Краљевство је расло по утицају и на крају почело да доминира јужном египатском регијом око Елефантине, а током владавине Алариног наследника Каште и Тебом. Кашта је у 8. веку п. н. е. успео да присили Шепенупет I, полусестру Такелота III и служавку Божје супруге Амен, да усвоји Каштину кћи Аменирдис I као наследницу. Након овога је Теба де факто дошла под надзор Напате. Власт Напате је врхунац досегла под краљем Пијанхом, Каштиним наследником, који је у 20. години владавине освојио цели Египат и установио 25. династију.
Када су Асирци напали Египат 671. п. н. е., Куш је поновно постао независна држава. Последњи кушитски краљ који је преузео надзор над Египтом био је Тантамани, али су га коначно поразили Асирци 664. п. н. е. Након тога је моћ кушитских краљева над Египтом јењавала и престала 656. п. н. е. када је Псамтик I, оснивач 26. Саиска династије, поновно ујединио Египат. Године 591. п. н. е. Египћани под Псамтиком II су напали Куш, можда зато што се кушитски владар Аспелта спремао напасти Египат, те освојили и спалили Напату. Пола века касније Куш осваја персијски владар Камбиз II који је овдје ратовао са Нубијцима, те Куш накратко постаје сатрапија.

## Сеоба у Мерое
Историјски записи указују да су Аспелтини наследници преселили своју престолницу на југ у Мерое, много јужније од Напате. Тачан датум ове сеобе се не зна, иако неки историчари верују да се одвила за време Аспелтине владавине, као одговор на египатску инвазију Доње Нубије. Други историчари верују да је краљевство према југу помакла израда предмета од жељеза: око Мерое, за разлику од Напате, било је шума чије би се дрво могло користити за високе пећи. Каснији долазак грчки трговаца је значио да Куш више није зависио од трговине дуж Нила. Уместо тога је своје производе могао је да извози на обалу Црвеног мора и тамошње грчке трговачке колоније.
Алтернативна теорија наводи да су се створиле две блиске државе, једна са средиштем у Напати, а једна у Мерое. Држава са седиштем у Мероеу је временом почела да доминира северном државом. С обзиром да није пронађена ниједна краљевска палата северно од Мерое постоје тврдње да је Напата била тек верско средиште. Међутим Напата је ипак била важна, с обзиром да су се краљеви вековима тамо крунили и сахрањивали, чак и када су живели у Мероеу.
Око године 300. п. н. е. сеоба у Мерое је довршена и монарси су се тамо почели сахрањивати уместо у Напати. Једна теорија наводи да су монарси тада успели да надвладају свећенике у Напати. Диодор Сикул наводи причу о мероитском владару Ергамену коме су свештеници заповедили да се убије, али је он прекршио традицију и уместо тога наложио да се погубе свештеници. Неки историчари верују да је Ергамен ствари Аракамани, први владар сахрањен у Мероеу. Међутим, могуће је и да је Ергамен транслитерација за Аркаманија, који је владао много година након стварања краљевског гробља у Мероеу. Друга теорија тврди да је престоница увек била Мерое.
Куш се одржао вековима, али о њему није било много података. Раније је Куш користио хијероглифе, мада је у Мероу развијено засебно писмо и користи се мероитски језик, који још увек није дешифрован. Држава је, по свему судећи, уживала просперитет, трговала са суседима и градила споменике и гробнице. Године 23. п. н. е. римски гувернер Египта, Петроније, напао је Нубију као одговор на нубијске нападе на јужни Египат те опустошио северне делове и спалио Напату (22. п. н. е.) пре повратка на север.